# Arthropteris charietiana
Arthropteris charietiana är en spjutbräkenväxtart som beskrevs av Lawairée. Arthropteris charietiana ingår i släktet Arthropteris och familjen Nephrolepidaceae. Inga underarter finns listade.